# Portret
Portret je slika, fotografija, kip ali druga umetniška upodobitev osebe, pri katerih je obraz in njegov izraz prevladujoč. Namen je prikazati podobo, osebnost in celo razpoloženje osebe. Iz tega razloga slika portreta na splošno ni samo posnetek, ampak kompozicija slike osebe v mirnem položaju. Portret pogosto kaže osebo, ki gleda neposredno v slikarja in fotografa, saj tako portretiranec najbolj uspešno sodeluje z gledalcem.

## Zgodovina
Nekaj najzgodnješih portretov ljudi niso bili kralji in cesarji ampak so to pogrebne maske, ki so se ohranile v suhem podnebju egipčanskega okrožja Fayum. To so skoraj edine podobe iz klasičnega sveta, ki so se ohranile, razen fresk, mnogo kipov in portreti na kovancih.
Umetnost portreta je obstajala v stari Grčiji in predvsem v rimskem kiparstvu, kjer so zahtevali individualizirane in realistične portrete, celo nenaravne. V 4. stoletju se je portret začel umikati v korist idealiziranega simbola tega, kar je ta oseba predstavljala. V Evropi v zgodnjem srednjem veku so predstavitve posameznikov večinoma splošne. Pravi portreti posameznikov so se ponovno pojavili v poznem srednjem veku, kot spomeniki v grobnicah, portreti donatorjev, miniature v iluminiranih rokopisih in nato panelne slike.
Kultura Moche v Peruju je bila ena izmed redkih starih civilizacij, ki je izdelovala portrete. Ta dela zelo natančno predstavljajo anatomske značilnosti. Posameznik portretiranec je bil prepoznaven, brez potrebe po drugih simbolih ali pisanju njihovih imen. Portretiranci so bili člani vladajoče elite, duhovniki, bojevniki in celo ugledni obrtniki. 
Portreti so prikazovali več faz njihovega življenja. Upodobljeni so bili tudi kot obrazi bogov. Do sedaj niso našli nobenega portreta ženske. Poseben poudarek je bil na podrobnostih pokrivala, frizure, telesnih okraskov in poslikav.
Eden najbolj znanih portretov v zahodnem svetu je slika Leonarda da Vincija z naslovom Mona Liza, ki je portret Lise del Giocondo. Najstarejši znani portret na svetu so našli leta 2006 v jami Vilhonneur v bližini Angoulême in mislijo, da je star 27.000 let. 

## Orientacija glave v 2-dimenzionalni umetnini
Pogled s profila, poln pogled na obraz in pogled na tri četrtine, so tri skupine oznak za portrete, ki se nanašajo na določeno usmerjenost posameznikove glave. Ti pojmi so bolj primerni za dvodimenzionalno umetnino, kot so fotografije in slike, kot za tridimenzionalne umetnine, kot so kipi. V primeru tridimenzionalne umetnine (kip), lahko gledalec spremeni smer pogleda na umetniško delo s hojo okoli njega.

## Avtoportret
Ko umetnik ustvarja portret sebe, se to imenuje avtoportret. Številni primeri so nastali v poznem srednjem veku. Definicija se je najprej razširila v času egiptovskega faraona Ehnatona, ko je kipar Bak izklesal predstavitev sebe in svoje žene Taheri okoli leta 1365 pr. n. št. Zdi se verjetno, da avtoportreti segajo v čas jamskih poslikav, najzgodnješe umetnosti in literarnih zapisov iz klasične dobe, ki so izgubili.

## Portretna fotografija
Portretna fotografija je popularna komercialna industrija po celem svetu. Manogo ljudi uživa, če vidi viseti doma profesionalni izdelek družinskega portreta ali poseben portret za primer poroke, rojstnega dne, mature ali smrti.
Od začetka fotografije so se ljudje želeli portretirati. Priljubljenost dagerotipije v sredini 19. stoletja je bila v veliki meri posledica povpraševanja po poceni portretu. Studiji so se namnožili v mestih po vsem svetu, nekateri so izdelali več kot 500 plošč na dan. Slog teh zgodnjih del odraža tehnične izzive, povezane s časom 30 sekundne izpostavljenosti medija in slikarske estetike časa. Objekti so bili običajno naslonjeni na ozadje in osvetljeni z mehko lučjo visoko postavljenega okna in karkoli drugega, kar se je lahko oblikovalo z ogledali. 
Kot se je razvila fotografska tehnika, se je neustrašna skupina fotografov iz studia preselila na teren, na bojišča, po svetu in v oddaljene kraje.
Danes je portretna fotografija ena najzahtevnejših zvrsti fotografije. Fotografova naloga je, da postavi kompozicijo, nastavi parametre fotoaparata in pritisne na sprožilec. Nato je treba fotografije še obdelati, kar pomeni popravljanje oziroma prilagajanje beline, obrezovanje kadra, usklajevanje barvne in podobno. Po potrebi je treba fotografijo še retuširati. Za fotografiranje ni najboljša močna sončna svetloba, saj je trda in daje ostre sence. Za pomoč pri osvetlitvi se uporablja odbojnik, ki je lahko bel, srebrn ali zlat, odvisno od tega, kakšen barvni odtenek želimo doseči. Njabolj nevtralen je bel.

## Portret v politiki
V politiki se portrete voditeljev pogosto uporablja kot simbol države. Večina držav ima enoten protokol za portret predsednika države, če se ta pojavi na pomembnih državnih stavbah. Pretirana uporaba v pokončnem položaju, kot je bil prikazan Josif Stalin, Adolf Hitler ali Mao Zedong, je lahko znak kulta osebnosti.